# Dinematichthys
Dinematichthys är ett släkte av fiskar. Dinematichthys ingår i familjen Bythitidae.
Kladogram enligt Catalogue of Life:
| Dinematichthys | \| \| Dinematichthys iluocoeteoides \| \| \| \| \| \| Dinematichthys trilobatus \| \| \| \| |
|                | \| \| Dinematichthys iluocoeteoides \| \| \| \| \| \| Dinematichthys trilobatus \| \| \| \| |
|                | Dinematichthys iluocoeteoides                                                               |
|                |                                                                                             |
|                | Dinematichthys trilobatus                                                                   |
|                |                                                                                             |